# Jean Surugue
Jean Surugue est un physicien français né le 24 décembre 1909 à Paris et mort le 3 juillet 1995 à Fontenay-aux-Roses.

## Biographie
Diplômé de l'ESPCI en 1931 (47ème promotion), il a soutenu le 23 octobre 1936 une thèse de sciences physiques à la Faculté des sciences de Paris, intitulée Contribution à l'étude des rayonnements beta et gamma des corps radioactifs. Le président du jury était Aimé Cotton. 
Par la suite, il fut professeur à l'ESPCI, et directeur scientifique à l'ONERA. Il fut aussi administrateur du laboratoire de synthèse atomique d'Ivry, après Frédéric Joliot et avant Claude Magnan et Francis Suzor. 
Il collabora en particulier avec Marcel Barrère, son collègue à l'ONERA, et sa femme, Simone Barrère, ingénieur.

## Publications
- Contribution à l'étude des rayonnements beta et gamma des corps radioactifs, thèse de doctorat, Paris, Éditions Masson, 1936[9].
- Techniques générales du laboratoire de physique, volumes 1 à 4, préface par Frédéric Joliot, éditions du CNRS, 1947, 1241 pages[10],[11].
- La Conversion interne au point de vue expérimental, discussion par Manuel Valadares (pt), Paris, Éditions de la Revue d'optique théorique et instrumentale, 1949.
- Interaction entre le noyau et son cortège électronique, avec Raymond Daudel et Paul Chanson, congrès organisé par Louis de Broglie, Paris, Editions de la revue d'optique théorique et instrumentale, 1949[12].
- Techniques générales du laboratoire de physique, volume 2, CNRS, 1950[13].
- Experimental methods in combustion research: a manual, New York, Pergamon Press, 1961.
- Combustion, avec Marcel Barrère, Paris, Librairie Polytechnique Béranger, 1963[14].
- Le propulseur héliothermique N° 103: performances théoriques et projet de réalisation ONERA, avec E. Le Grivès, XIVème congrès international d'astronautique, Palais de l'Unesco, Paris, 25 septembre - 1er octobre 1963, Paris, SEREB, 1963.
- Boundary layer effects in turbomachines, ONERA, 1972[15].
- Numerical models of total electron content over Europe and the Mediterranean and multi-station scintillation comparisons, avec Donald Lorimer Schultz, John A. Klobuchar et Jules Aarons, 1972.